# NGC 4822
NGC 4822 é uma galáxia elíptica (E-S0) localizada na direcção da constelação de Virgo. Possui uma declinação de -10° 45' 44" e uma ascensão recta de 12 horas, 57 minutos e 03,6 segundos.
A galáxia NGC 4822 foi descoberta em 21 de Abril de 1882 por Ernst Wilhelm Leberecht Tempel.